# 戈爾迪安二世

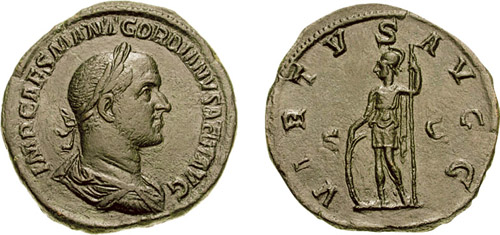
戈尔迪安二世

戈尔迪安二世（拉丁語：Gordianus II，约192年—238年4月12日），全名马库斯·安东尼乌斯·戈尔迪安努斯·森普隆尼亚努斯·罗马努斯·阿菲利加努斯（Marcus Antonius Gordianus Sempronianus Romanus Africanus），罗马皇帝，238年在位。

## 生平
戈尔迪安二世是戈尔迪安一世的儿子，父子俩人同名。戈尔迪安二世在埃拉伽巴路斯时期做过财务官，在亚历山大·塞维鲁时期做过执政官。235年，色雷斯人马克西密努斯杀死亚历山大·塞维鲁，篡夺帝位。但马克西密努斯并不受欢迎，尤其在戈尔迪安一世任总督非洲行省。237年，戈尔迪安二世追随父亲到达非洲。戈尔迪安一世在238年3月22日自立为帝，由于他年老体衰，任命戈尔迪安二世为共治皇帝。几天后，戈尔迪安的军队进入迦太基。随后，马克西密努斯被近卫军杀死，元老院承认戈尔迪安一世和戈尔迪安二世为帝。
附近的努米底亚的总督，卡佩里亚努斯（Capelianus）是马克西密努斯的追随者，起兵造反，进攻非洲行省。戈尔迪安二世率军在迦太基附近抵抗。由于戈尔迪安二世的军队大多是民兵，没有战斗经验，所以被卡佩里亚努斯打败，戈尔迪安二世本人阵亡。他的父亲最后也上吊自杀。